# Trionfo di Afrodite
Trionfo di Afrodite – koncert sceniczny Carla Orffa, w siedmiu częściach, do tekstów Katullusa, Safony i Eurypidesa. Jego prapremiera miała miejsce w Mediolanie 13 lutego 1953 roku.
Wraz z kantatami scenicznymi Carmina Burana (1937) oraz Catulli Carmina (1943) tworzy swoistą trylogię Trionfi - Trittico teatrale, której motywem przewodnim jest tryumf dobra nad złem.

## Osoby
- Narzeczona – sopran
- Narzeczony – tenor
- przodownicy chóru – sopran, tenor, bas
- dziewice, młodzieńcy, starcy, rodzice, przyjaciele, lud[1].

## Treść
W poszczególnych odsłonach kantaty przypominającej zaślubiny chwali się miłość między mężczyzną i kobietą. W finale pojawia się sama Afrodyta, aby pobłogosławić młodą parę.